# Erannis leucophaearia
Erannis leucophaearia är en fjärilsart som beskrevs av Ignaz Schiffermüller. Erannis leucophaearia ingår i släktet Erannis och familjen mätare. Inga underarter finns listade i Catalogue of Life.